# Tomasz Smolarz
Tomasz Smolarz (ur. 6 sierpnia 1966 w Bielawie) – polski polityk, samorządowiec. Poseł na Sejm VI i VII kadencji, w latach 2014–2015 wojewoda dolnośląski.

## Życiorys
Ukończył w 1992 studia na Wydziale Budownictwa Politechniki Wrocławskiej. Od 1994 do 2001 należał do Unii Wolności, pełniąc funkcję sekretarza jej koła. W 2001 przeszedł do Platformy Obywatelskiej, objął funkcję przewodniczącego jej koła dzierżoniowskiego. W latach 1998–2002 był wiceprezesem Spółdzielni Mieszkaniowej w Bielawie. W 2002 objął stanowisko zastępcy burmistrza Dzierżoniowa. Był członkiem założycielem Obywatelskiego Bloku Samorządowego.
W wyborach parlamentarnych w 2007 uzyskał mandat poselski z listy PO. Kandydując w okręgu wałbrzyskiego, otrzymał 8208 głosów. W wyborach w 2011 z powodzeniem ubiegał się o reelekcję, dostał 9893 głosy.
12 marca 2014 powołany na stanowisko wojewody dolnośląskiego. W konsekwencji wygasł jego mandat poselski. W wyborach w 2015 ubiegał się o niego ponownie, jednak nie został wybrany do Sejmu (otrzymał 5955 głosów). Stanowisko wojewody zajmował do 8 grudnia tego samego roku. Bez powodzenia kandydował do rady powiatu dzierżoniowskiego (2018) oraz do Sejmiku Województwa Dolnośląskiego (2024).